# Ribeira (Ponte de Lima)
Ribeira es una freguesia portuguesa del concelho de Ponte de Lima, con 9,91 km² de superficie y 1.902 habitantes (2011). Su densidad de población es de 185,8 hab/km².